# Menaam
Menaam  (in olandese: Menaldum) 

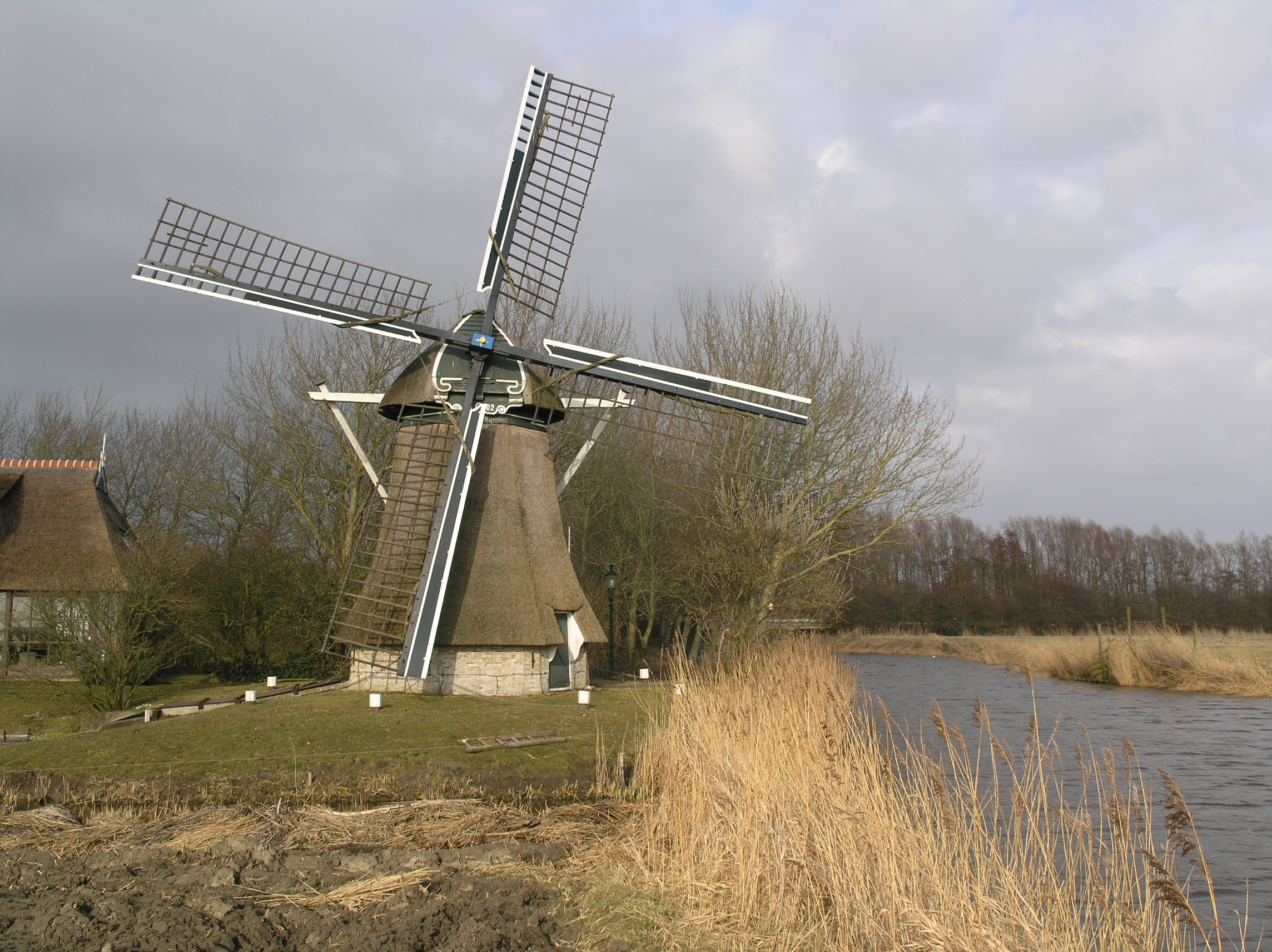
Menaam: il mulino "De Kievit"

è un villaggio di circa 2.600 abitanti del nord-est dei Paesi Bassi, facente parte della provincia della Frisia e della municipalità di Waadhoeke È stato il capoluogo della ex-municipalità di Menameradiel/Menameradeel.

## Etimologia
Il toponimo Menaam/Menaldum, attestato per la prima volta intorno al 1300 e anticamente anche nelle forme Meynaldym (1399) , Menaldem (1400) ,  Meinaldum (1412), Menaem (1550)  e nella forma Menaldum sin dal 1407, significa letteralmente "luogo abitato/casa (heem) di Meynald", dove Meynald deve intendersi come un nome proprio di persona.

### Collocazione
Menaam/Menaldum si trova nella parte nord-occidentale della provincia della Frisia, a metà strada tra Franeker e Leeuwarden (rispettivamente ad est/nord-est della prima e ad ovest/nord-ovest della seconda)  e a circa 20 km a nord di Wiuwert/Wieuwerd e a circa a circa 5 km  a nord di Dronryp/Dronrijp.

## Storia
Il villaggio di Menaam/Menaldum si è sviluppato principalmente come villaggio dedito all'agricoltura.
Nel 1397 fu combattuta attorno al villaggio una battaglia tra gli Schieringer e i Vetkoper.

## Architettura
Il villaggio di Menaam/Menaldum vanta 23 edifici classificati come rijksmonumenten.

### Monumenti e luoghi d'interesse

#### Chiesa protestante
Tra gli edifici d'interesse di Menaam figura la chiesa protestante, eretta nel 1874.

#### Mulino "De Kievit"
Altro edificio d'interesse di Menaam è il mulino De Kievit, risalente al 1802.

#### Mulino "De Rentmeester"
Altro storico mulino a vento di Menaam il mulino De Rentmeester, risalente al 1833.